# Potala
El Potala o templo de Lhasa es la máxima expresión de la arquitectura tibetana y residencia de los dalái lama desde que Lozang Gyatso lo fundó en 1648 en Lhasa, la capital del Tíbet. Fue la residencia de los máximos representantes del budismo hasta 1959, cuando el decimocuarto dalái lama Tenzin Gyatso se exilió a Dharamsala (India) debido a la revuelta popular contra China.
El monumento se sitúa sobre la llamada Colina Roja, a una altitud de 3650 metros sobre el nivel del mar, y alcanza 400 m en su eje este-oeste y 350 en el norte-sur. Sus muros de piedra inclinados tienen un grosor medio de tres metros (de cinco en la base); sobre sus cimientos se vierte cobre para proteger la estructura contra los terremotos. Potala cuenta con edificios de trece pisos, con más de mil habitaciones, diez mil santuarios y unas doscientas mil estatuas, que se elevan 117 m sobre la colina.
Fue clasificado como Patrimonio de la Humanidad por la Unesco, en el año 1994. Esta declaración se amplió en los años 2000 y 2001, para abarcar a los monumentos vecinos del palacio Norbulingka y el templo de Jokhang. En 2017 recibió más de 1,45 millones de visitantes, un 5,8 % más que el período anterior; ante la masificación turística las autoridades locales decidieron limitar el acceso diario a un máximo de cinco mil personas durante la temporada alta.

## Ubicación
Potala se caracteriza por su adaptación a la topografía del terreno gracias a sus sistemas de muros y escaleras aterrazadas, así como las torres verticales que se incrustan en la montaña. Para su construcción fue elegida la cima de Marpo Ri, la «Colina Roja» de 117 m, que se eleva a 3650 metros sobre el nivel del mar y unos 300 m sobre el valle de Lhasa. Según la tradición, los tres cerros principales de Lhasa representan a los «tres protectores del Tíbet». Chokpori, justo al sur del palacio, es la montaña del alma (wylie: bla ri) de Vajrapani, Pongwari la de Manjusri, y Marpo Ri, la colina sobre la que se alza el Potala, representa a Avalokiteśvara. En la parte trasera del edificio y a la sombra de la montaña se encuentra el parque Zongjiao Lukang, zona verde con estanques.

## Historia
El origen del edificio se remonta al año 631, cuando el rey tibetano Songtsan Gampo construyó un palacio en el mismo lugar tras unificar a los reinos de la meseta. Aunque el significado religioso pudo haber influido en la localización, el palacete se levantó en la montaña con fines militares y estratégicos. Dos siglos más tarde, un rayo y un levantamiento civil casi destruyen al conjunto palaciego. Posteriormente, en el año 877 y tras el fin del Imperio tibetano, las guerras civiles de las tribus del área provocaron grandes daños y quedaron solo dos edificios en pie. En el Potala actual dos capillas en la esquina noreste del recinto conservan partes de estas construcciones originales. Una de ellas es el lhakhang Phakpa, y la otra Chogyel Drupuk, una caverna donde Songtsen Gampo meditaba.
El segundo palacio —el que se conserva en la actualidad— se construyó en un contexto de ascenso del poder de los lamas. El quinto dalái lama asentó su autoridad gracias a la fundación de Potala, que sirvió como sede administrativa y religiosa. De este modo, el complejo comenzó a construirse en 1645, después de que uno de los consejeros espirituales del dalái lama, Konchog Chophel, señalara que era el lugar ideal para su base de gobierno, ya que se situaba entre los monasterios de Drepung y Sera y la antigua ciudad de Lhasa. La estructura exterior quedó lista en tres años, en tanto que el interior, junto a todo el mobiliario, tardó otros cuarenta y cinco en completarse. El líder budista y su gobierno se trasladaron al Palacio Blanco (Potrang Karpo) en 1649. Las obras en Potala continuaron hasta 1694, doce años después de su muerte. En ese entonces, fue empleado como residencia de invierno para el dalái lama. El Palacio Rojo (Potrang Marpo) se construyó entre 1690 y 1694. En 1922 tuvo lugar una renovación del complejo bajo el mandato de Thubten Gyatso, decimotercer dalái lama.

### Tras la ocupación china del Tíbet

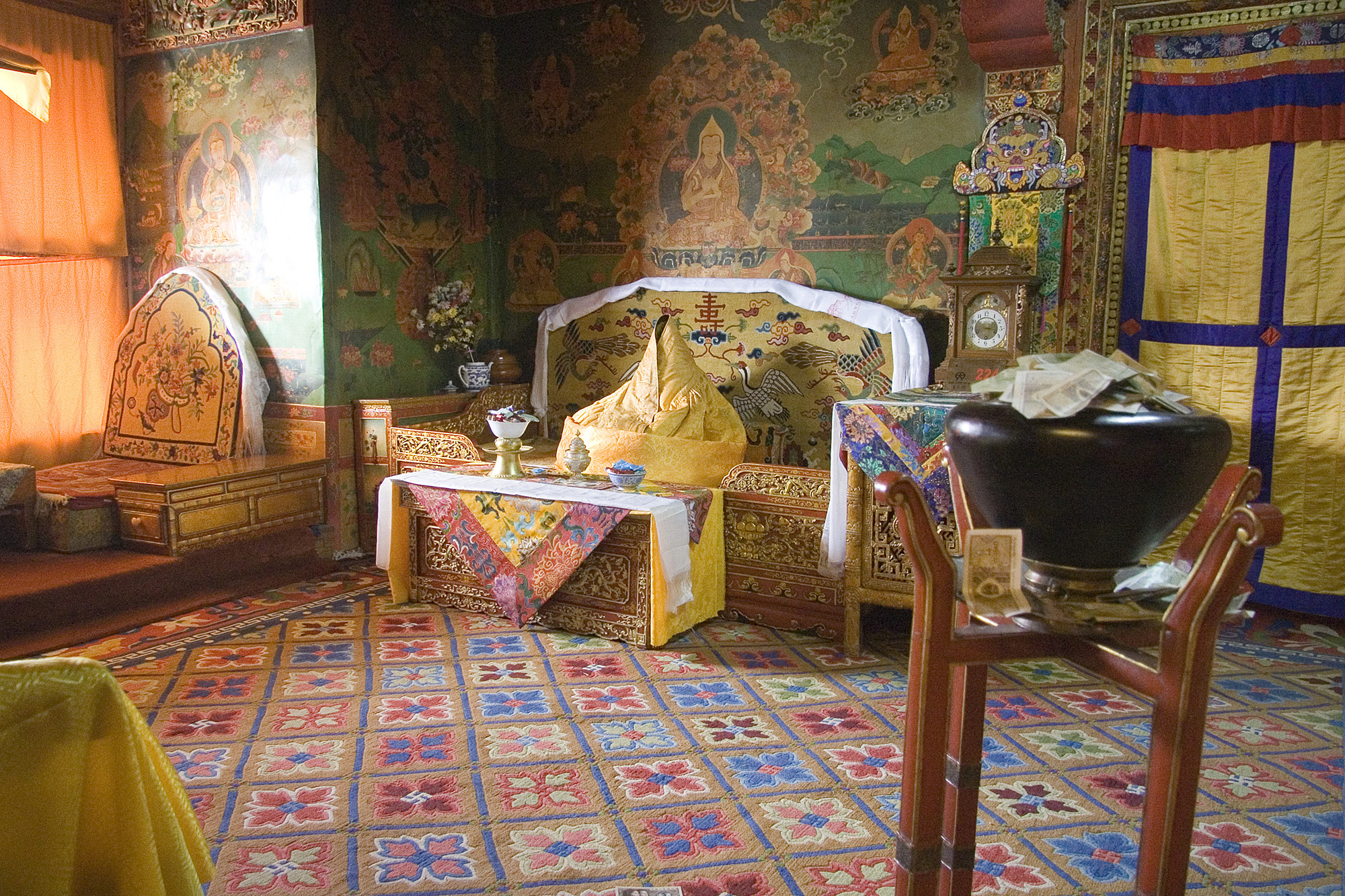
El antiguo dormitorio del dalái lama. La figura en el trono representa a Tenzin Gyatso, quien se exilió del Tíbet tras la ocupación china.

El palacio fue dañado moderadamente durante el levantamiento tibetano de 1959, cuando proyectiles chinos impactaron contra las ventanas. Antes de que el Ejército Popular de Liberación disparara y tomara como prisionero a Jampa Kalden, este testificó: «los proyectiles de cañón chinos comenzaron a caer sobre Norbulingka la pasada medianoche del 19 de marzo de 1959... El cielo se iluminó cuando apuntaron a la facultad de medicina Chakpori y a Potala». El palacio escapó de más daños durante la Revolución Cultural de 1966 a través de la intervención personal de Zhou Enlai, el entonces primer ministro de la República Popular China. De acuerdo al historiador tibetano Tsering Woeser, el palacio conservaba «más de cien mil volúmenes de escritos y documentos históricos» además de «almacenes que albergaban objetos preciosos, artesanías, pinturas, tapices, estatuas y armaduras antiguas», y que quedó «casi completamente robado».
Desde 1994, Potala forma parte de la lista de patrimonio de la humanidad de la Unesco. En 2000 y 2001, el templo de Jokhang y Norbulingka fueron añadidos como extensiones bajo el nombre de «Conjunto histórico del palacio de Potala». La modernización de su entorno fue una preocupación para la Unesco, que expresó que la construcción de edificios contemporáneos pudieran amenazar la atmósfera única del palacio, así como la ocupación de tiendas y comercios en sus inmediaciones. En respuesta, el gobierno chino dictaminó una regla que prohibía la construcción de cualquier estructura de más de veintiún metros en el área. La organización internacional también mostró dudas acerca de los materiales utilizados durante la restauración del palacio, la cual comenzó en 2002 a un coste de 180 millones de yuanes (aproximadamente 22,5 millones de dólares). El director de Potala, Qiangba Gesang, afirmó que solo emplearon componentes tradicionales y artesanías. Potala también recibió trabajos de rehabilitación entre 1989 y 1994, cuyo presupuesto se elevó a los 55 millones de yuanes (unos 6875 millones de dólares).

## Arquitectura
La construcción del palacio comenzó en 1645 sobre las ruinas de una fortificación anterior. Cuenta con unas dimensiones de 400 metros de largo y 350 de ancho. Fue concebido para adaptarse a la topografía de la montaña mediante un sistema de muros y escaleras aterrazadas. Los muros de las bases presentan hasta cinco metros de grosor, y la piedra empleada se mezcla con cobre fundido para fortalecerla en caso de terremoto. El conjunto palaciego está conformado por dos secciones principales, además de los edificios complementarios: el Palacio Blanco y el Palacio Rojo, cuyos nombres recuerdan el color del pigmento que los recubre. Cada otoño reciben una nueva capa de pintura a base de leche, miel y azúcar. La estructura principal está conformada por trece pisos distribuidos en 115 m de altura.

### El Palacio Blanco

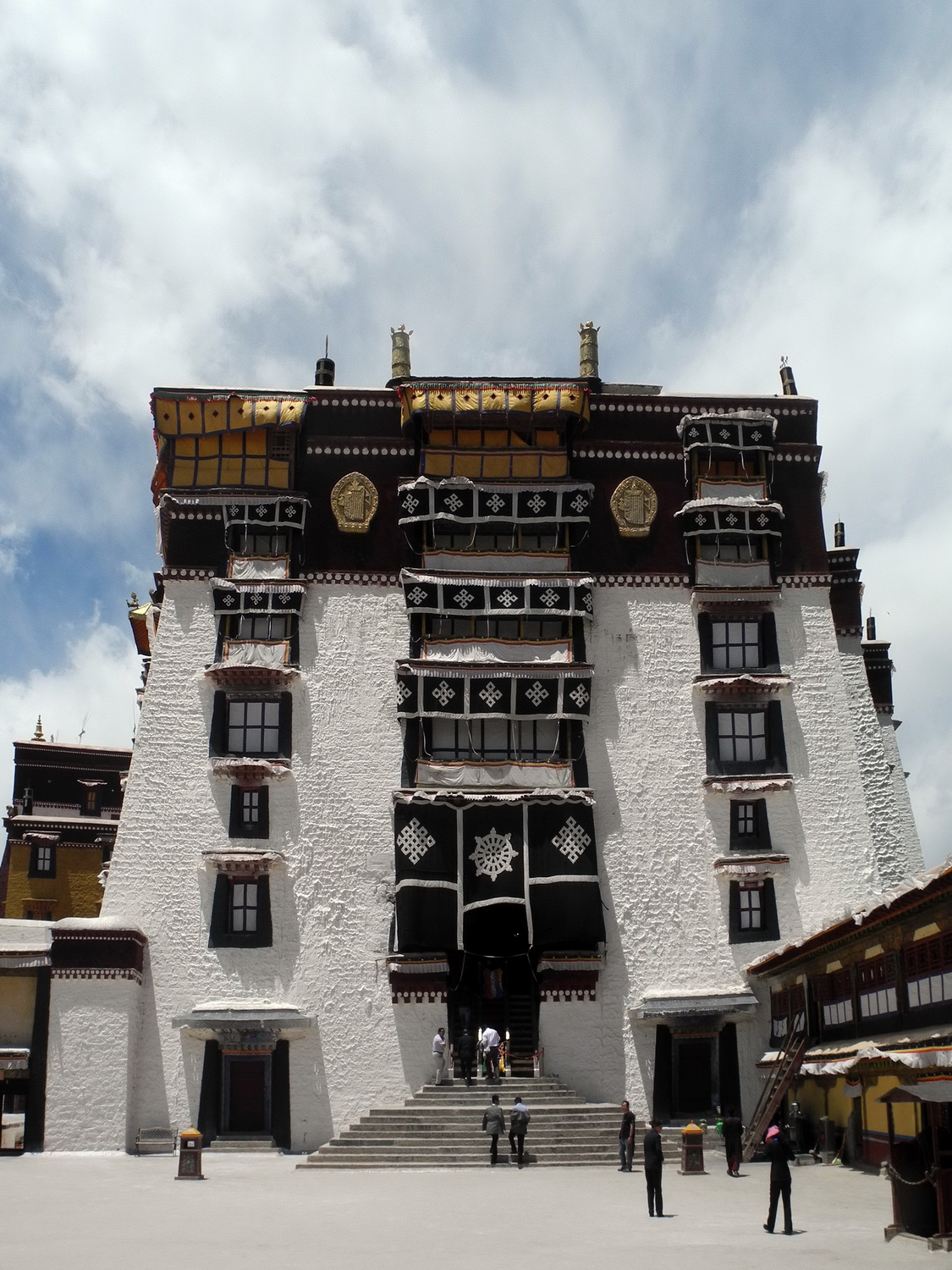
Vista del Palacio Blanco.

El Palacio Blanco o Potrang Karpo constituye la residencia del dalái lama. Comenzó a construirse durante el mandato del quinto líder tibetano, cuando se trasladó con su gobierno en 1649. A comienzos del siglo XX, alcanzó sus dimensiones actuales gracias a las reformas del decimotercer dalái lama. El palacio siempre tuvo usos seculares, e incluye habitaciones, oficinas, un seminario y una casa de imprenta. Un patio central pintado de amarillo, conocido como Deyangshar, separa las habitaciones del máximo mandatario y de sus monjes del Palacio Rojo, la parte del Potala dedicada completamente al estudio y la oración. Este patio alberga la estupa dorada del octavo dalái lama, la sala de asambleas monacal, numerosas capillas y santuarios, y bibliotecas con importantes escritos budistas, como la Kangyur, con 108 volúmenes, o la Tengyur, con 225 escritos en tinta dorada. El edificio amarillo al lado del Palacio Blanco alberga las grandes banderas con símbolos sagrados que se cuelgan en la fachada meridional durante los festivales de Año Nuevo.

### El Palacio Rojo

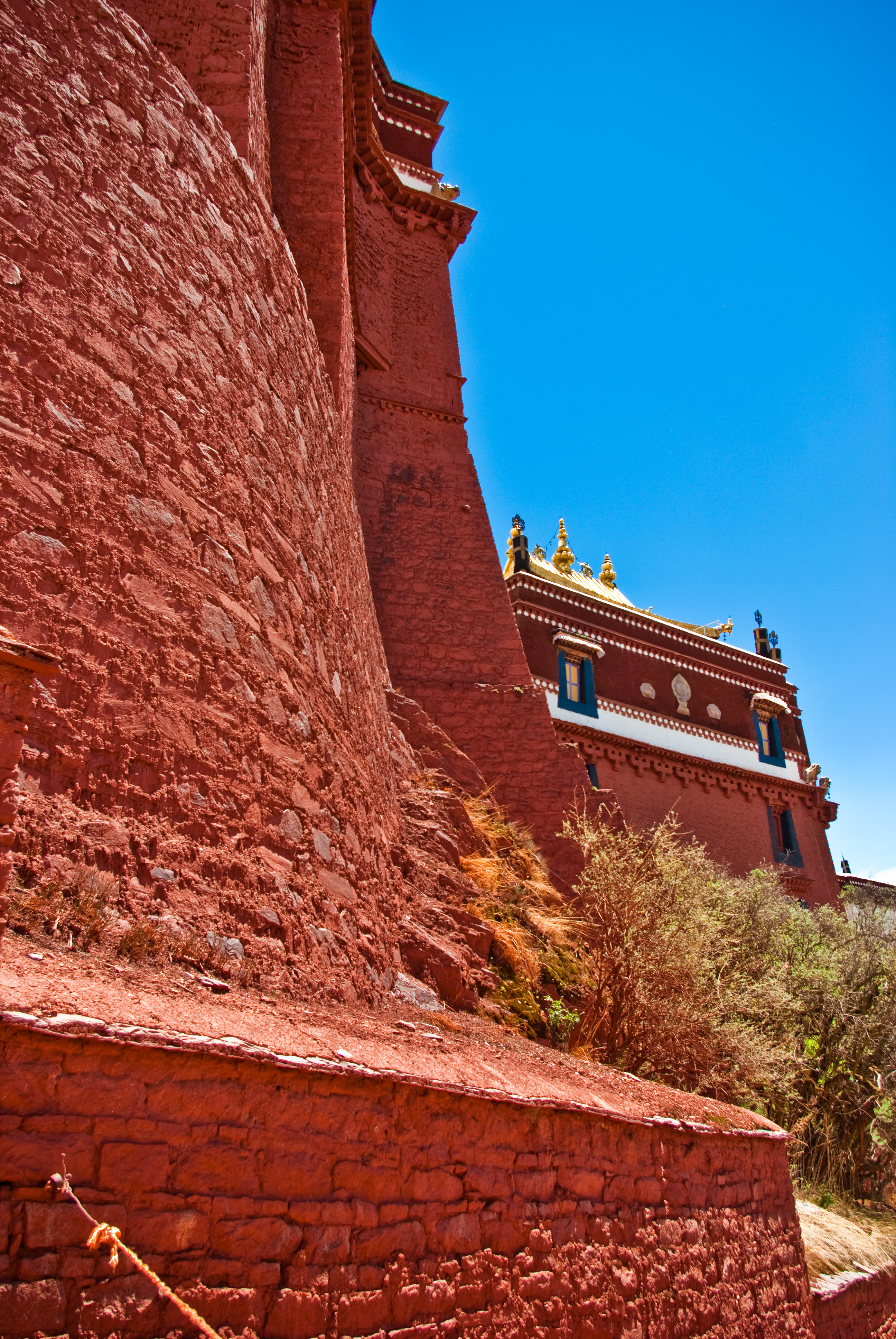
Los muros que conforman el Palacio Rojo.

El Palacio Rojo (Potrang Marpo) fue construido en 1694 bajo el mandato del sexto dalái lama. A diferencia del Palacio Blanco, este complejo tuvo una función religiosa y se utilizó para el estudio del budismo. Su estructura se basa en un diseño indio en forma de mandala. Los siete techos de bronce dorado que conforman las estupas de los dalái lama rodean el palacio. Las agujas que rematan estas puntas están compuestas de ornamentos en forma de flores y campanas, que a su vez sirven como pararrayos.

## Turismo
El turismo es uno de los pilares económicos del Tíbet, y Potala es su destino más notable y popular. Este monumento solo admitía 1500 visitantes al día hasta 2006, cuando el 1 de julio se abrió al público el ferrocarril Qinghai–Tíbet y se amplió el margen hasta los 2300. En 2015, el palacio albergó unos 900 000 turistas; en 2017 alcanzó los 1.45 millones, lo que supuso 5,8 % más que el último año. Con la llegada de la pandemia de COVID-19, en 2020 los visitantes del complejo incrementaron un 12.6 % respecto al periodo anterior gracias a los turistas nacionales chinos. Ante la oleada de personas foráneas en el palacio, los administradores locales se vieron en la tesitura de «equilibrar la demanda turística con la necesidad de minimizar el desgaste de la enorme estructura». En consecuencia se limitó un máximo de cinco mil visitantes diarios durante temporada alta y con un horario fijo estipulado. En las sesiones donde acudan más personas que este tope, se habilita un recorrido alternativo que no incluye el Palacio Rojo, ya que «está construido con madera y arcilla, que no puede soportar demasiados visitantes al día».

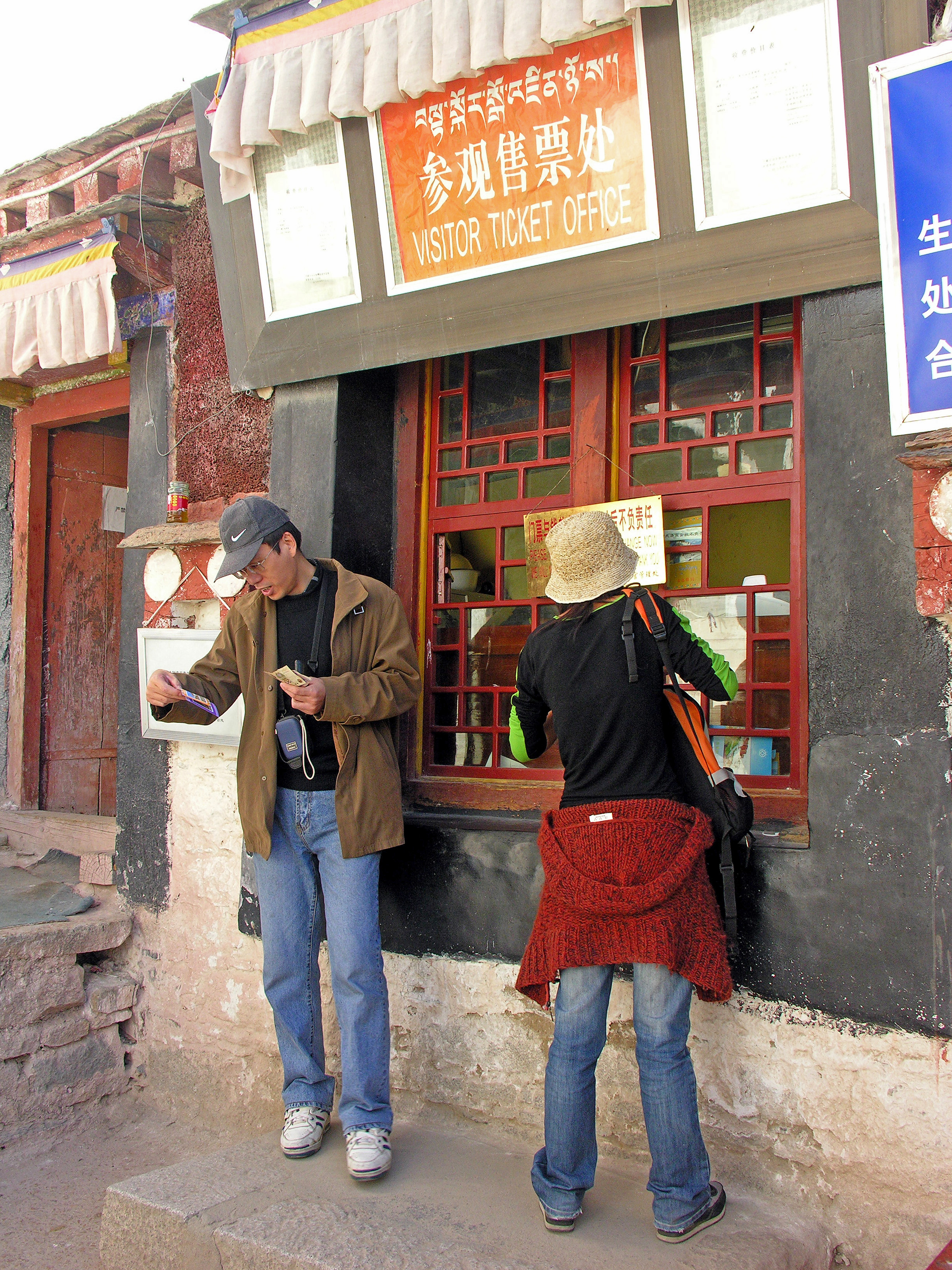
Un guía turístico comprando las entradas para el palacio.

El principal reclamo de Potala, y del Tíbet en general, es el misticismo que lo rodea y su situación remota entre montañas nevadas. Para los visitantes chinos, la región cuenta con paisajes naturales significativos. De este modo, ante el aumento de la clase media en el país, el turismo tibetano ha cambiado su enfoque de atraer personas extranjeras a nacionales. Como consecuencia, los locales han llegado a reclamar que «los turistas chinos no respetan las tradiciones culturales». La policía de Lhasa detiene a decenas de revendedores, cuyo negocio se ve favorecido por el límite de boletos que se emiten a diario y la necesidad de reservarlos con antelación.